# Diores brevis
Diores brevis är en spindelart som beskrevs av Rudy Jocqué 1990. Diores brevis ingår i släktet Diores och familjen Zodariidae.
Artens utbredningsområde är Kenya. Inga underarter finns listade i Catalogue of Life.